# سن-ژرار-ماژلا، کبک
سَن-ژِرار-ماژِلا (به فرانسوی: Saint-Gérard-Majella) قصبه‌ای در منطقه شهری پیر-دو-سورل ناحیه مونترژی در استان کبک کانادا است. در سرشماری سال ۲۰۱۱ این قصبه ۲۵۹ نفر جمعیت داشته‌است و مساحت آن ۳۷٫۸۱ کیلومتر مربع است.